# President's House
La President's House era un edificio situato al n. 524–30 di Market Street nella città di Filadelfia che servì come terza residenza presidenziale per i presidenti degli Stati Uniti d'America. George Washington la occupò dal novembre del 1790 al marzo del 1797 e John Adams dal marzo del 1797 al maggio del 1800.

## Storia
La casa di tre piani e mezzo su Market Street venne costruita nel 1767 dalla vedova Mary Lawrence Masters. Nel 1772, fu lei a concederla come dono di nozze alla figlia primogenita, la quale aveva sposato Richard Penn, il vice governatore della colonia di Pennsylvania nonché nipote di William Penn. I Penn e la Masters si spostarono in Inghilterra durante i primi giorni della rivoluzione americana.
Nel corso dell'occupazione britannica di Filadelfia, dal settembre del 1777 al giugno del 1778, la casa fu quartier generale del comandante in capo, Sir William Howe. A seguito dell'evacuazione inglese, la casa ospitò il governatore militare americano Benedict Arnold, che qui iniziò il suo tradimento. Dopo che Arnold ebbe lasciato Filadelfia, il residente successivo fu John Holker. Holker era un agente di commercio per i francesi che erano alleati degli americani all'epoca. Durante questo periodo la casa subì un incendio e venne venduta ad un uomo che Holker conosceva bene, il finanziere Robert Morris.
Nel 1781, Morris acquistò, ristrutturò ed espanse la casa; visse qui mentre si trovava a ricoprire l'incarico di Sovrintendente delle Finanze degli Stati Uniti. Washington alloggiò qui nel corso della Convenzione Nazionale del 1787, ospite di Morris. Nel 1790, Morris concesse la casa all'amico come residenza presidenziale e si spostò in una casa vicina. 
Il presidente Washington occupò quella che divenne nota col nome di "President's House" dal novembre del 1790 al marzo del 1797, seguito poi dal presidente Adams che la occupò fino al maggio del 1800, quando per primo poté stabilirsi alla Casa Bianca.
Dopo essere stata abbandonata, gran parte della casa venne demolita nel 1832. La parte ad est e a ovest della casa venne invece inglobata in altre costruzioni circostanti. Queste parti, ad ogni modo, insieme ad altri locali di servizio sopravvissuti, vennero demolite negli anni '50 del Novecento nel corso della costruzione di Independence Mall. 
Alla fine del 2000, nel corso di alcuni scavi per la costruzione del nuovo Liberty Bell Center, vennero riportate alla luce le fondamenta della President's House. Questo progetto attirò notevole interesse di pubblico, in particolare quando si seppe che l'entrata del nuovo centro sarebbe sorta a pochi passi dal quartiere degli schiavi di Washington. Superando le iniziali resistenze, il Parco storico nazionale dell'indipendenza fu ampliato per includere anche le tematiche relative alla schiavitù in America ed in particolare dedicando dello spazio a nove dei suoi protagonisti: Moll, Christopher Sheels, Hercules, suo figlio Richmond, Oney Judge, suo fratello Austin e Giles, Paris e Joe, che avevano lavorato come servitori alla President's House.
Il parco è stato protetto nel 2007 dalle disposizioni archeologiche nazionali quando sono state ritrovate anche le fondamenta dell'ufficio del presidente e della grande finestra a bovindo disegnata da Washington in persona come parte dell'area cerimoniale della casa.

## Il presidente Washington a Filadelfia

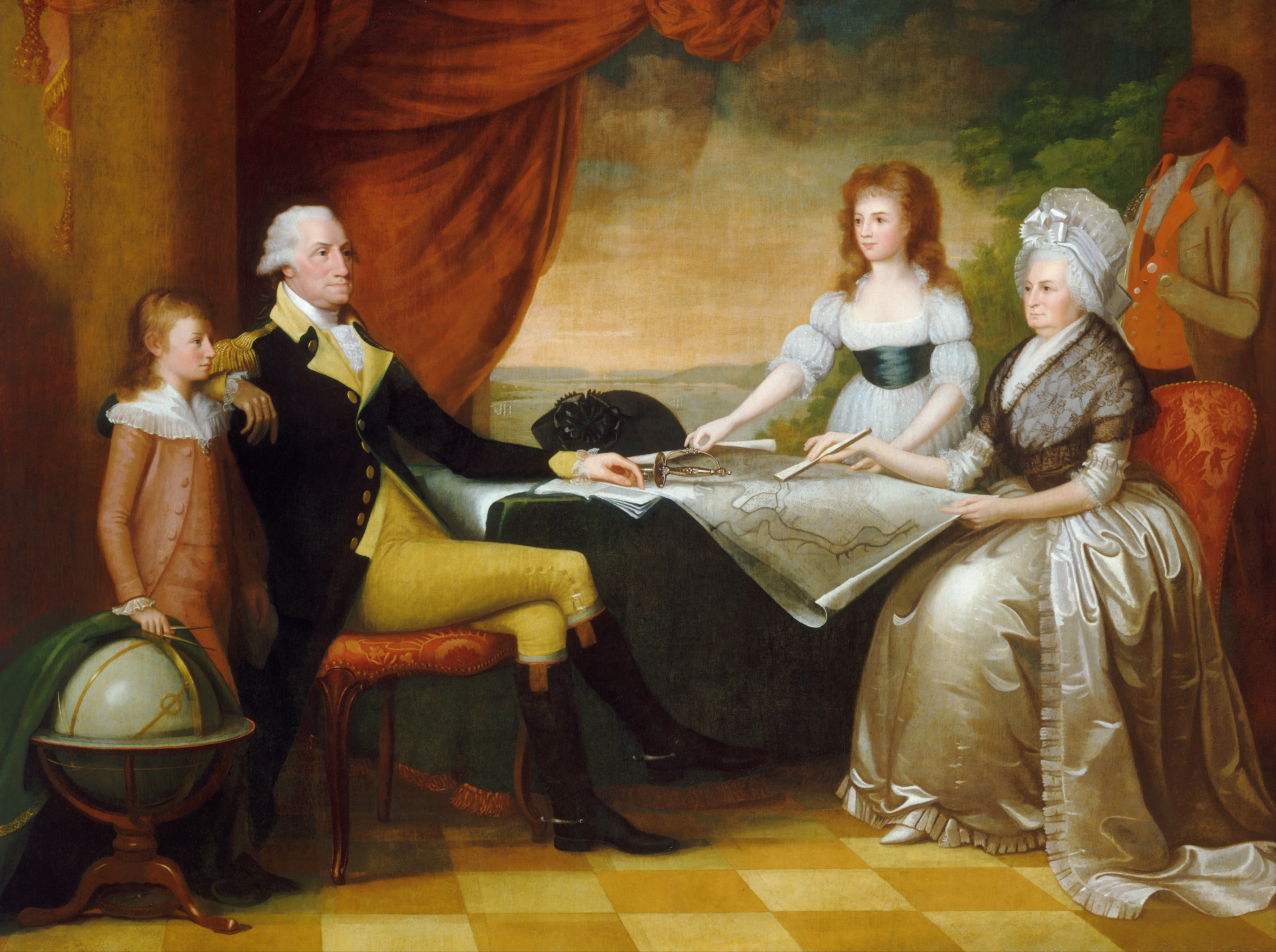
^{Mellon Collection, National Gallery of Art}
"La famiglia Washington" di Edward Savage, dipinta tra il 1789 ed il 1796, mostra (da sinistra a destra): George Washington Parke Custis, George Washington, Nelly Custis, Martha Washington ed uno schiavo (probabilmente William Lee o Christopher Sheels).

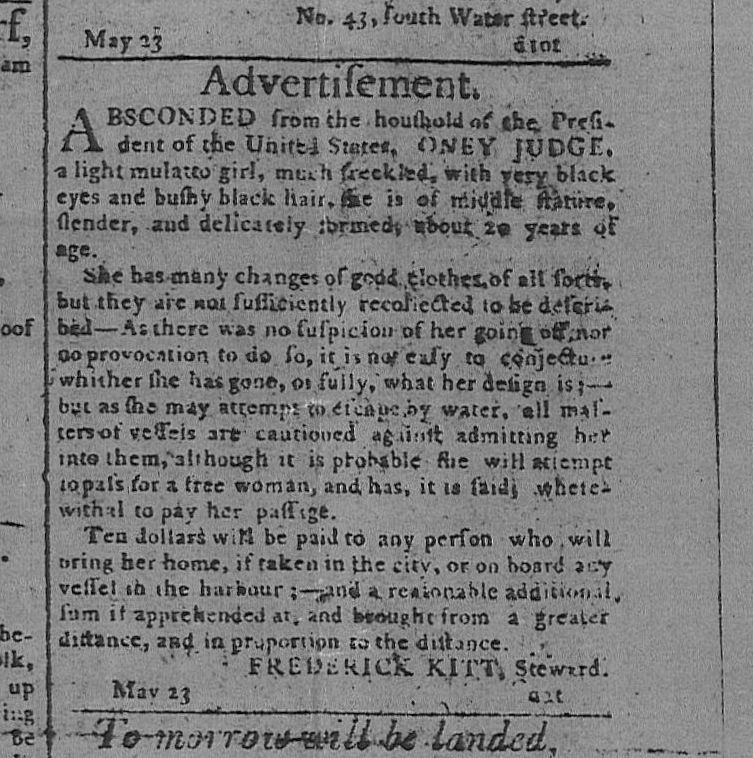
Articolo per la fuga nel 1796 di Oney Judge, uno dei nove schiavi che Washington aveva con sé nella President's House di Filadelfia.

Washington aveva nel proprio staff 24 persone, molti dei quali erano schiavi africani deportati in America, di cui 4-5 vivevano direttamente con lui e lavoravano nella sua casa. Sua moglie Martha e due dei suoi nipoti, "Wash" Custis e Nelly Custis, erano parte della "First Family". La casa di Filadelfia era troppo piccola per più di 30 occupanti in tutto e per questo il presidente aggiunse alcuni elementi di sua invenzione:
"...una grande sala con finestra a bovindo sia aggiunta alla facciata sud [...] venga costruita sul lato est l'ala dei servitori oltre alla cucina, vengano rimossi i tubi dei bagni superiori ed in quel luogo si vada a creare l'ufficio privato delp residente, oltre a ulteriori stanze e si provveda all'espansione delle stalle."
Sebbene la Pennsylvania dal 1780 avesse approvato una legge per la graduale abolizione della schiavitù nello stato, venne permesso ai proprietari di schiavi provenienti da altri stati di mantenere i loro servitori per sei mesi di permanenza massimi, periodo dopo il quale lo schiavo avrebbe automaticamente ottenuto la libertà se non concessa dal suo padrone.
I membri del Congresso erano esentati da questa legge, ma non gli ufficiali dei rami esecutivo e giudiziari. Washington e altri membri del governo possedevano diversi schiavi che periodicamente si facevano ruotare per evitare di incappare nei sei mesi di permanenza. Dopo che uno degli schiavi di Washington, Oney Judge fuggì da Filadelfia, il presidente iniziò a rimpiazzare la maggior parte dei suoi schiavi con servitori pagati (perlopiù immigrati tedeschi).
Hercules, un cuoco che aveva lavorato a Filadelfia, venne inviato in Virginia da Washington ed assegnato al lavoro nei campi. Questi fuggì da Mount Vernon il 22 febbraio 1797 e tornò a Filadelfia. Venne avvistato successivamente a New York City. Fu uno degli schiavi a cui Washington concesse la libertà col suo testamento (altri passarono ai suoi eredi come dote).

## Archeologia e tutela
Gli scavi del 2000 associati alla costruzione del nuovo Liberty Bell Center portarono allo scoperto anche le fondamenta di una ghiacciaia parte del complesso della President's House Nel 2002, venne dato ampio risalto al fatto di aver ritrovato il quartiere degli schiavi di Washington, sopra il quale sarebbe sorta proprio l'entrata del nuovo centro. Studiosi come Gary Nash, da subito, assieme a membri della comunità afroamericana statunitense, attivisti e persone interessate di Filadelfia iniziarono a premere per dedicare un'area esplicativa agli schiavi di Washington.
Il National Park Service espanse quindi il suo programma educativo relativo al sito incorporando del materiale anche sugli schiavi del presidente Washington e sulla schiavitù americana in generale all'interno del Liberty Bell Center. 15.000 persone sottoscrissero nel 2002 una petizione per la costruzione di un memoriale agli schiavi si Washington presso la President's House di Filadelfia. Il The Philadelphia Inquirer iniziò regolarmente a pubblicare delle storie di schiavi sino a quando il Liberty Bell Center non aprì i battenti nell'ottobre del 2003.

### Il President's House Memorial
Dal 2003, il National Park Service si consultò con la comunità afroamericana degli Stati Uniti per portare avanti il progetto così sentito dalla popolazione. Per la realizzazione di questo monumento venne indetto un concorso pubblico nel 2005-2006.
Nel 2007 il National Park Service si fece anche carico di un progetto archeologico per trovare artefatti e riportare alla luce le fondamenta di tutta la President's House. Il sito attrasse già dall'inizio quasi 300.000 visitatori. Il progetto attirò l'attenzione anche dei media.
Completato nel 2010, il memoriae, President's House: Freedom and Slavery in the Making of a New Nation, è oggi un padiglione all'aria aperta che delinea con dei pannelli la costruzione originaria e permette ai visitatori di vedere ciò che rimane delle fondamenta della struttura. Vi sono in mostra anche oggetti ritrovati sul sito. Tramite video e simulazioni viene mostrata la storia della casa ma anche il ruolo degli schiavi di Washington e della schiavitù nella costruzione della società americana. The memorial was a joint project of the City of Philadelphia and the National Park Service.

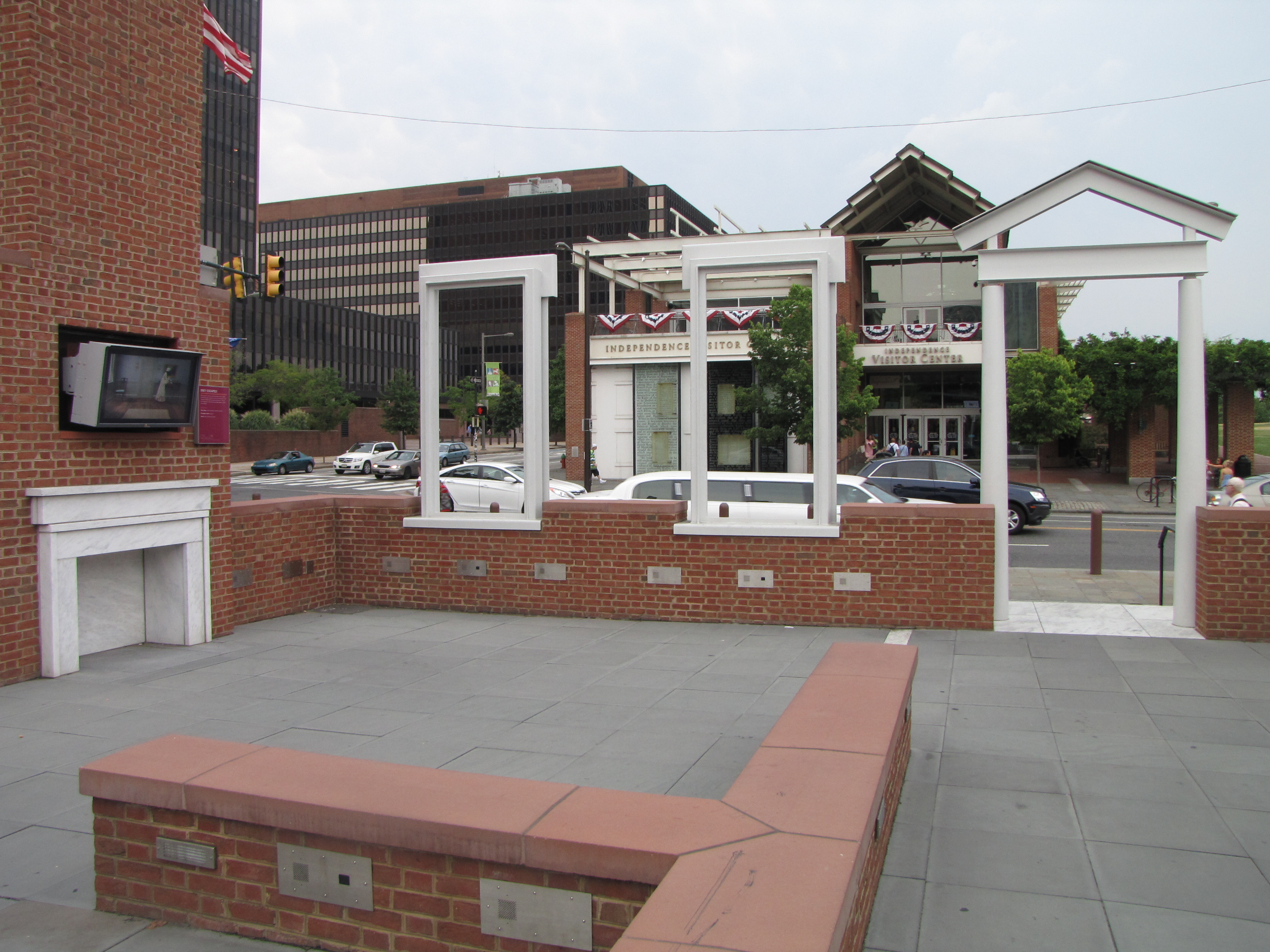
President's House Memorial, a nord.
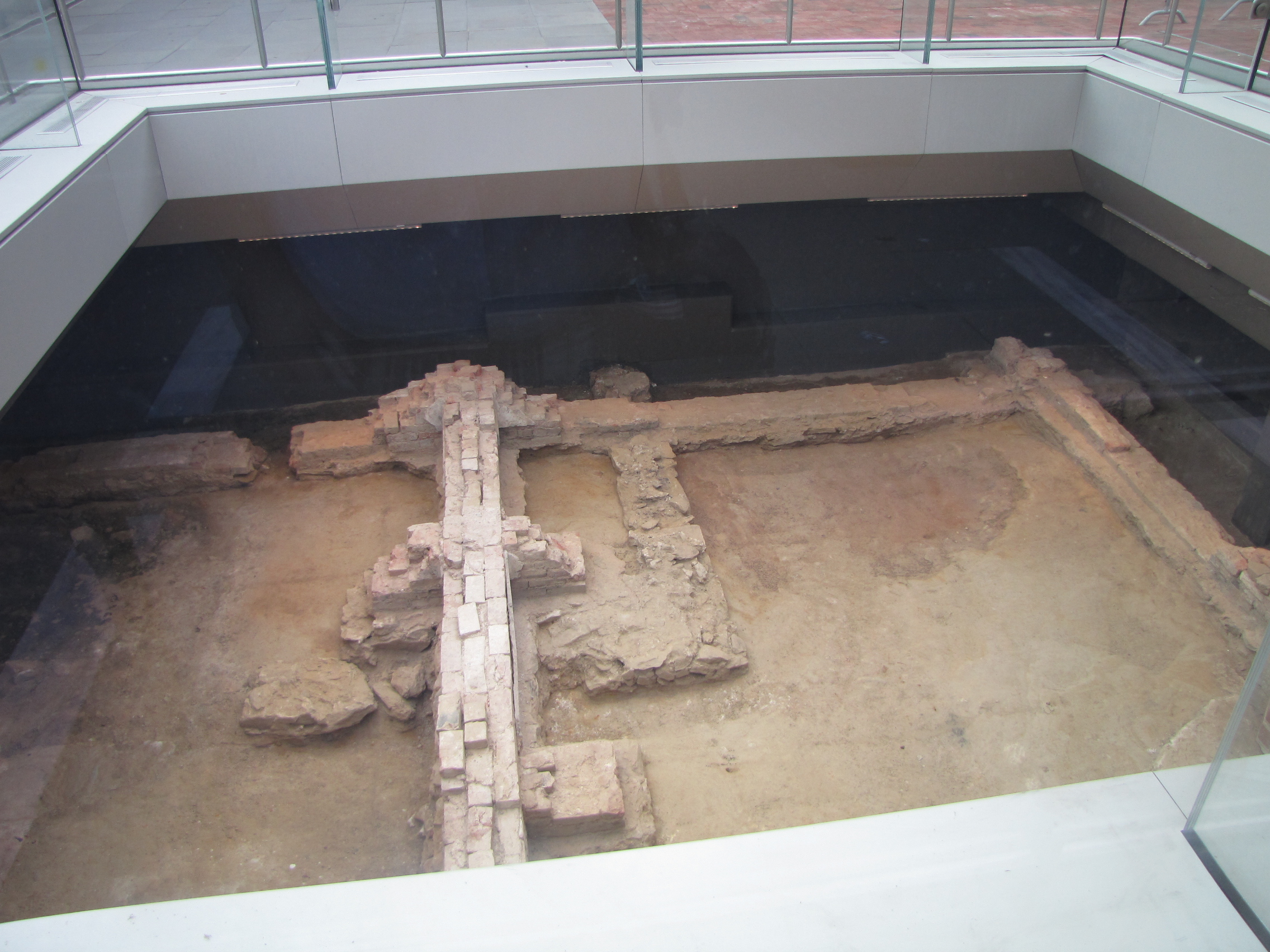
Le fondamenta della cucina.